# Język hopi
Język hopi (Hopílavayi) – język Indian Hopi w Arizonie, należący do rodziny uto-azteckiej. W 2015 roku odnotowano, że jest używany przez ok. 6 tys. osób.
Badaniem języka hopi zajmował się zwłaszcza amerykański językoznawca Benjamin Lee Whorf. Ze względu na specyficzny system czasownikowy w języku hopi uważał on, że Indianie Hopi inaczej postrzegają czas i przestrzeń. Ich język nie dysponuje bowiem czasem przyszłym i przeszłym, ani pojęciami z nimi związanymi. Określenia te w hopi przekształcają się w zwroty wyrażające rozciągłość, operacje i cykliczność, jeżeli dotyczą rzeczywistości obiektywnej – widzialnej, empirycznej. Indianie Hopi bowiem rozróżniają uniwersum obiektywne (ujawnione) i subiektywne (ujawniające się). To ostatnie dotyczy dziedziny życia mentalnego lub czasu mitycznego.
Język ten zapisuje się pismem łacińskim, choć kiedyś używano do tego alfabetu deseret.

## Ortografia
Język hopi zapisywany jest przy pomocy alfabetu łacińskiego. Samogłoski: a /ɔ/, e /ɛ/, i /ɪ/, o /o/, u /ɨ/ oraz ö /ø/. Długie samogłoski zapisuje się poprzez podwojenie litery: aa, ee, ii, oo, uu, öö.
Znaki spółgłoskowe: ’ /ʔ/, h /h/, k /k/, ky /kʲ/, kw /kʷ/, l /l/, m /m/, n /n/, ng /ŋ/, ngw /ŋʷ/, ngy /ŋʲ/, p /p/, q /q/, qw /qʷ/, r /ʒ/, s /s/, t /t/, ts /ts/, v /β/, w /w/, y /j/.
Ton opadający zaznaczany jest za pomocą akcentu gravis ’: tsiròot „ptaki”.
Dla odróżnienia pojedynczych głosek od głosek zapisywanych dwuznakami używa się kropki: kwaahu „orzeł”, ale kuk.wuwàaqe „iść ścieżką”.